# Gabriella Labate
Gabriella Labate (Roma, 14 ottobre 1964) è una showgirl, attrice e coreografa italiana.

## Biografia
Ha frequentato una scuola di danza gestita da Renato Greco e Maria Teresa Del Medico, quindi viene notata da Pier Francesco Pingitore e Mario Castellacci che le propongono di lavorare al Bagaglino, programma in cui rimane per molti anni come primadonna partecipando a diverse trasmissioni televisive del gruppo come Creme Caramel, Bucce di banana, Mi consenta. Nello stesso periodo è stata modella in servizi di fotografia glamour, apparendo integralmente nuda su diverse riviste fra le quali Excelsior, Playboy e Playmen.
Nell'estate del 1992 è stata una delle vallette del Il TG delle vacanze. Come soubrette e ballerina ha partecipato a più programmi, tra i quali Cocco, Stasera mi butto e Biberon. Sempre nello stesso anno ha presentato insieme ad Angela Melillo, Teo Teocoli e Gene Gnocchi la prima edizione di Scherzi a parte. Grazie alla popolarità ottenuta nei primi anni novanta, nel 1994 ha avuto una parte nel film S.P.Q.R. - 2000 e ½ anni fa di Carlo Vanzina, che la riportò poi al cinema nel 2005 ne Il ritorno del Monnezza.
Divenuta direttrice artistica della Angel's Gate Studio scuola di Danza, ha firmato come autrice i brani Metamorfosi e Ogni piccola cosa di te di Raf, curando come direttore artistico il Metamorfosi Tour e DVD. Nella stagione televisiva 2009-2010 ha inoltre curato le coreografie della trasmissione Domenica Cinque.
Nel 2016 pubblica il suo primo romanzo intitolato La gonna bruciata. Nel 2022 è produttrice del videoclip del brano Cherie di Raf, pubblicato il 22 giugno Nel 2023 ripubblica il suo romanzo in una nuova edizione con tre scritti inediti intitolata Nudi.

## Vita privata
Dal 1996 è sposata con il cantante Raf, con cui ha avuto due figli.

## Televisione
- Biberon (Rai 1, 1987-1990) Ballerina
- Cocco (Rai 2, 1988-1989) Ballerina
- Stasera mi butto (Rai 2, 1990-1992) Ballerina
- Crème Caramel (Rai 1, 1991-1992) Ballerina
- Il TG delle vacanze (Canale 5, 1991-1992) Valletta
- Scherzi a parte (Italia 1, 1992) Co-conduttrice
- Bucce di banane (Rai 1, 1993-1994) Ballerina
- Miconsenta (Canale 5, 2003) Primadonna
- Gabbia di matti (Canale 5, 2008) Primadonna
- Domenica Cinque (Canale 5, 2009-2010) Coreografa

## Filmografia
- S.P.Q.R. - 2000 e ½ anni fa, regia di Carlo Vanzina (1994)
- Il ritorno del Monnezza, regia di Carlo Vanzina (2005)
- Vita da paparazzo, regia di Pier Francesco Pingitore – film TV (2008)